# Herbert Wernicke

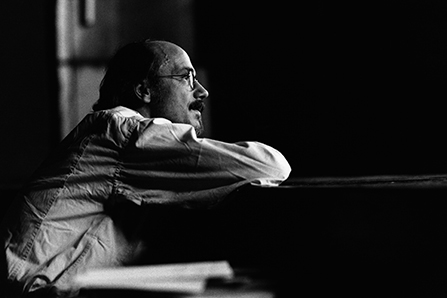
Herbert Wernicke (1987)

Herbert Wernicke, né à Auggen, Bade-Wurtemberg, le 24 mars 1946, et mort à Bâle (Suisse) le 16 avril 2002 , est un directeur d'opéra, un scénographe et costumier allemand. Il fut l'un des plus polémiques de sa génération, mais sa contribution à la révolution scénique dans l'art lyrique a été réévaluée depuis sa mort.

## Biographie
Herbert Wernicke étudie le piano, la flûte et la direction d'orchestre au conservatoire de Brunswick et la scénographie à l'Académie de Munich. 
Il commence sa carrière à Wuppertal et, en 1978, dirige sa première production à Darmstadt, Belshazzar de Haendel.
Il effectue l'essentiel de son travail à Bâle, où il vit à partir de 1990 jusqu'à sa mort prématurée à 56 ans.
Il a créé ses plus importantes production pour le festival de Salzbourg, le théâtre royal de la Monnaie à Bruxelles, le Bayerische Staatsoper (opéra d'État de Bavière), le Wiener Staatsoper (opéra de Vienne) et le Deutsche Oper Berlin (opéra allemand de Berlin).
L'Académie allemande des arts présente en 2006 une exposition rétrospective sur son œuvre intitulée Harmonie statt Utopie - Herbert Wernicke, Regisseur und Bühnenbildner.

### Prix
- 2001 : Bayerischer Theaterpreis
- 2002 : prix européen de la culture (Europäischer Kulturpreis)

## Mises en scène (sélection)
- Le Barbier de Séville (1985, Darmstadt)

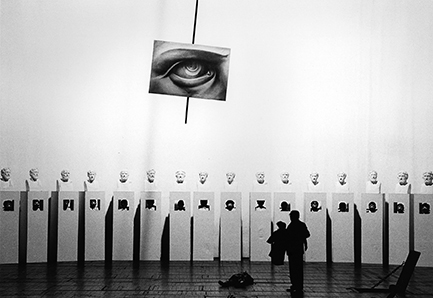
Die Prophezeihung des Goldenen Zeitalters (1984)

- Die Prophezeihung des Goldenen Zeitalters und der Schrecken der Hölle (Florentiner Intermedien) (1984, Staatstheater Kassel)

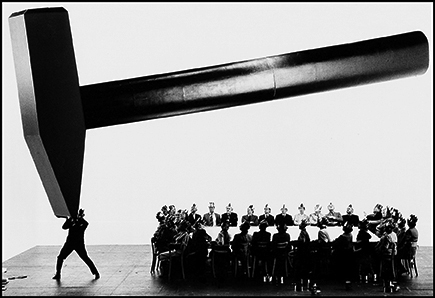
O Ewigkeit, du Donnerwort (1987)

- Barock Trilogie (Phaéton / O Ewigkeit, du Donnerwort (1985–1989, Staatstheater Kassel)
- Judas Maccabaeus (Bayerische Staatsoper)
- Der Fliegende Holländer (Bayerische Staatsoper)
- Hippolyte et Aricie (Deutsche Oper Berlin)
- Oberon (Deutsche Oper Berlin)
- Der Ring des Nibelungen (1991, Théâtre de la Monnaie)
- La Calisto (1993 ; René Jacobs)
- L'Orfeo (1993, festival de Salzbourg)
- Pelléas et Mélisande (1996, Bruxelles)
- Boris Godounov (1994, festival de Salzbourg ; Claudio Abbado)
- Der Rosenkavalier (1995, festival de Salzbourg ; Lorin Maazel)
- Fidelio (1996, festival de Salzbourg ; Georg Solti)
- Don Carlos (1998, festival de Salzbourg)
- Les Vêpres siciliennes (1998, Wiener Staatsoper)
- Falstaff (Aix-en-Provence)
- Elektra (Munich)
- Giulio Cesare (1998, Theater Basel, Liceu Barcelona)
- Actus Tragicus d'après six cantates de Bach (2000, Theater Basel, Oper Stuttgart, Festival d’Édimbourg)
- Les Troyens (2000, festival de Salzbourg)
- Die Frau ohne Schatten (2001, Metropolitan Opera)
- Das Rheingold (2002, Bayerische Staatsoper)
- Die Walküre (2002, Bayerische Staatsoper ; inachevé)

### Source
- (es) Cet article est partiellement ou en totalité issu de l’article de Wikipédia en espagnol intitulé « Herbert Wernicke » (voir la liste des auteurs).